# Годдард, Пол (футболист)
Пол Го́ддард (англ. Paul Goddard; 12 октября 1959) — английский футболист, нападающий. Выступал за футбольные клубы «Куинз Парк Рейнджерс», «Вест Хэм Юнайтед», «Ньюкасл Юнайтед», «Дерби Каунти», «Миллуолл» и «Ипсвич Таун», также за сборную Англии.

## Клубная карьера
Футбольную карьеру начал в клубе «Куинз Парк Рейнджерс». В 1980 году перешёл в «Вест Хэм Юнайтед» за рекордную для «молотобойцев» сумму в размере 800 тысяч фунтов. В сезоне 1982/83 стал лучшим бомбардиром «Вест Хэм Юнайтед». Всего за «молотобойцев» провёл 213 матчей и забил 71 гол во всех турнирах, в том числе гол в переигровке финала Кубка Футбольной лиги сезона 1980/81 против «Ливерпуля».
В октябре 1986 года перешёл в «Ньюкасл Юнайтед». В сезоне 1986/86 помог «сорокам» избежать выбывания во Второй дивизион. С 25 марта по 18 апреля 1987 года забивал в семи матчах подряд.
В 1988 году перешёл в «Дерби Каунти». В декабре 1989 года был куплен «Миллуоллом» за рекордную для команды сумму.
В 1991 году в качестве свободного агента перешёл в «Ипсвич Таун», где и завершил карьеру игрока в 1994 году. В сезоне 1994/95 был временно исполняющим обязанности главного тренера, а после назначения на пост постоянного главного тренера Джорджа Берли Годдард стал тренером юношеской команды «Ипсвич Таун».
C 2001 по 2003 год работал ассистентом главного тренера «Вест Хэм Юнайтед» Гленна Редера. 20 января 2004 года покинул «молотобойцев» вскоре после назначения главным тренером Алана Пардью.

## Карьера в сборной
С сентября 1980 по октябрь 1982 года провёл восемь матчей за сборную Англии до 21 года, забив в них 5 голов.
2 июня 1982 года провёл свой единственный матч за главную сборную Англии: это была товарищеская игра против сборной Исландии, которая завершилась вничью со счётом 1:1. Годдард забил единственный гол англичан. Несмотря на забитый гол Рон Гринвуд не включил Годдарда в окончательную заявку сборной Англии на предстоящий чемпионат мира в Испании.
13 ноября 1984 года провёл матч за вторую сборную Англии: это была игра против основной сборной Новой Зеландии, в которой англичане победили со счётом 2:0.

## Достижения
«Вест Хэм Юнайтед»
- Чемпион Второго дивизиона: 1980/81
- Финалист Кубка Футбольной лиги: 1980/81

Сборная Англии (до 21 года)
- Победитель чемпионата Европы (до 21 года): 1982

Личные достижения
- Член «команды года» Второго дивизиона по версии PFA: 1980/81
- Игрок года в «Ньюкасл Юнайтед»: 1987[9]